# 朴元灿
朴元灿（1888年—1935年10月），又名朴文灿、朴永灿、朴东焕，朝鲜族，中国抗日战争时期中共磐东区委书记，第二届中共磐石中心县委书记。

## 磐东区委书记
1888年，朴元灿出生于朝鲜，1925年随家人迁居吉林省磐石县，1930年加入中国共产党。同年8月，中共磐石县执行委员会（简称磐石县委）成立。朴元灿在磐石县委磐东区委的领导下在驿马泊子组建了党支部，并任支部书记。1931年九一八事变后，时任磐东区委书记李东光在同年底被调往磐石中心县委。朴元灿接任磐东区委书记之职。:125-126:119-120

### 二·九郭家店事件
1932年1月11日，朴元灿带领郭家店群众与磐石中心县委特务队一起在磐东逮捕了“保民会”汉奸何根昌三兄弟，后在2月7日的群众大会上公开将三人处决。2月9日，保民会会长金汉钟带领60余名磐石县警察分署骑兵将朴元灿等9名党团员和14名反日群众逮捕。此后，中共磐东区委带领700多名群众包围了金汉钟等人的驻地。入夜后，愤怒的群众点起了篝火，高呼口号，要求释放所有被捕人员。迫于压力，金汉钟释放了所有人，史称“二·九郭家店反日除奸斗争”。:17:120-121

### 四·三三道岗事件
1932年4月3日，日本巡查松尾等人带领12名骑兵在金汉钟的带领下，在东北岔（今二道岗）挨家搜查，逮捕了9名中共党团员和反日群众，后用马车将9人押往郭家店。150名东北岔群众跟在马车后，高呼口号，要求放人。中共磐石中心县委闻讯后，迅速组织营救。马车到达磐东呼兰小孤山时，中心县委巡查员李东光与朴元灿一起带领几百名群众将松尾等人团团包围，并将被逮捕的9人营救出来。松尾等人仓惶逃入三道岗林家烧锅大院，向县城求援。傍晚，原来国民党宋国荣部队龙介天连来到三道岗。反日群众后撤离。随龙介天连一起赶来的日本警察有木逮捕了3人，在烧锅大院对其严刑拷打。龙介天连士兵出于愤怒开枪打死了有木等3名警察。次日，龙介天连80余士兵哗变反日，史称“四·三三道岗围敌除奸斗争”。:127-128:121-122

### 五·八呼兰事件
在磐东区反日除奸斗争高涨之际，群众逮捕了呼兰集场子（今呼兰镇）“保民会” 筹备负责人南仁奎的两个弟弟。南仁奎的这两个亲日弟弟，平日欺压群众。反日群众将两人逮捕后，将其关押在镇南的一间房子里等待处置。南仁奎闻讯在日本人的协助下带领20余名警察将两人抢走。1932年5月8日，朴元灿在李红光赤色游击队的协助下，召集500余人开进呼兰集场子捉拿南仁奎。不过，南仁奎早有预料，提前逃走了。朴元灿决定率队南下呼兰河口，铲除保民会据点。当晚，呼兰河口举行了群众大会，21名亲日保民会骨干被处决，史称“五·八呼兰反日除奸大示威”。:128-129:122-123

## 磐石中心县委书记
1932年6月4日，“磐石工农反日义勇军”在磐东小孤山成立。朴元灿为义勇军的筹建招募人马，筹备武器。受当时左倾思想影响，义勇军由于树敌过多而陷入困境，同年11月改编成为“中国工农红军第三十二军南满游击队”。 朴元灿配合杨靖宇给处于低谷期的队员们做了很多思想工作。:129-130:124-125
1932年12月，中共磐石中心县委在石虎沟召开第三次扩大会议，改组了中心县委。朴元灿被选为第二届磐石中心县委书记。朴元灿上任后，全面开展了恢复党团组织和群众反日组织的工作，创办了《红军消息》、《革命画报》等刊物。此外，他还协助南满游击队在红石砬子抗日根据地修建医院、器械所、炭窑、炼铁厂等设施。1933年1月底至5月初，他与南满游击队一起参加了四次反围剿战斗，巩固了红石砬子抗日根据地。:130-131:124-125

## 独立师三团
1933年5月17日，中共磐石中心县委改组。李东光当选中心县委书记，朴元灿被派往伊通县开展工作。同年7月，他在伊通成立了中共伊通区委。:132-133:125-126
1933年9月18日，南满游击队在玻璃河套扩编成东北人民革命军第一军独立师。朴元灿被调到独立师三团做政治工作。同年10月（一说11月），他跟随独立师主力渡过辉发江南下，先后参加了三源浦、凉水河子、临江六道沟等战斗。1935年10月，朴元灿率部袭击柳河县警察所，在安口岭下与日军讨伐队遭遇。在突围期间，他遭日军机枪封路，中弹牺牲，时年47岁。:132-133:126-127

## 纪念
- 吉林省磐石市莲花山“石虎沟整党整军地”建有朴元灿与杨靖宇、李红光、李东光等9人的雕像。[5]